# 燕然勒石
45°10′40.3″N 104°33′14.7″E / 45.177861°N 104.554083°E

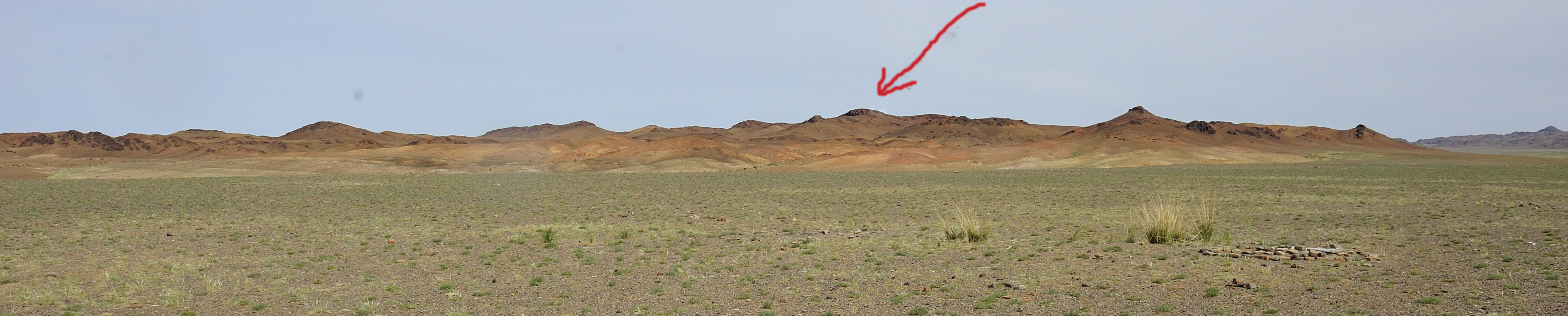
石刻所在山脈遠景

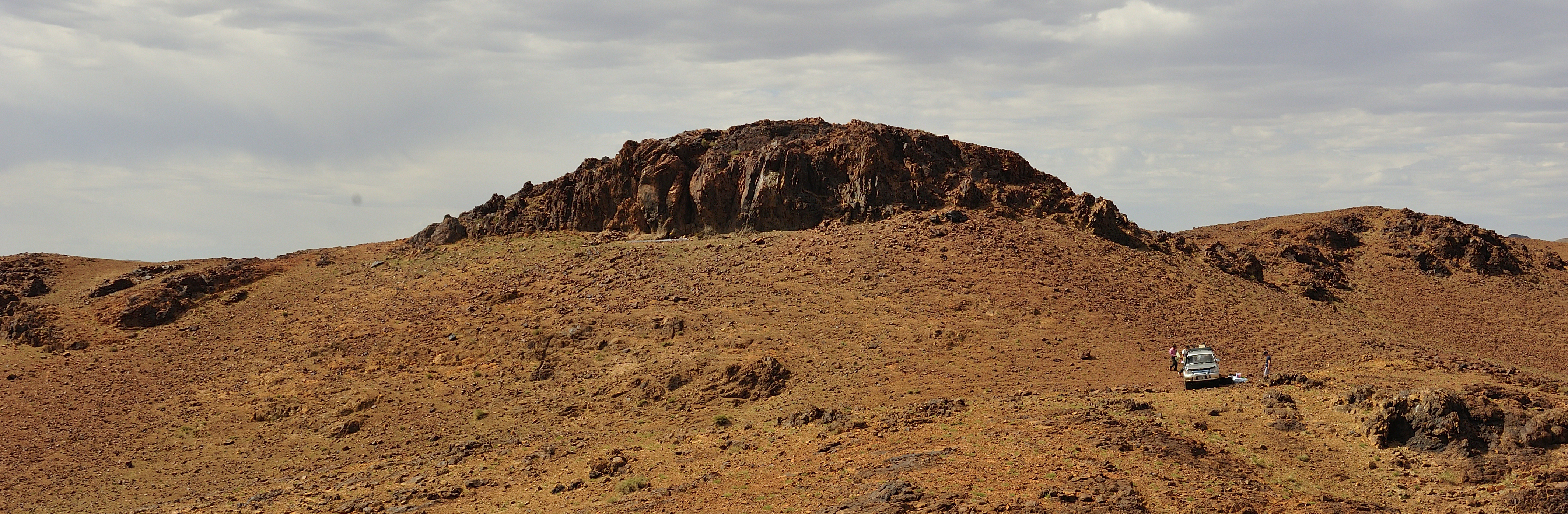
石刻所在山峰

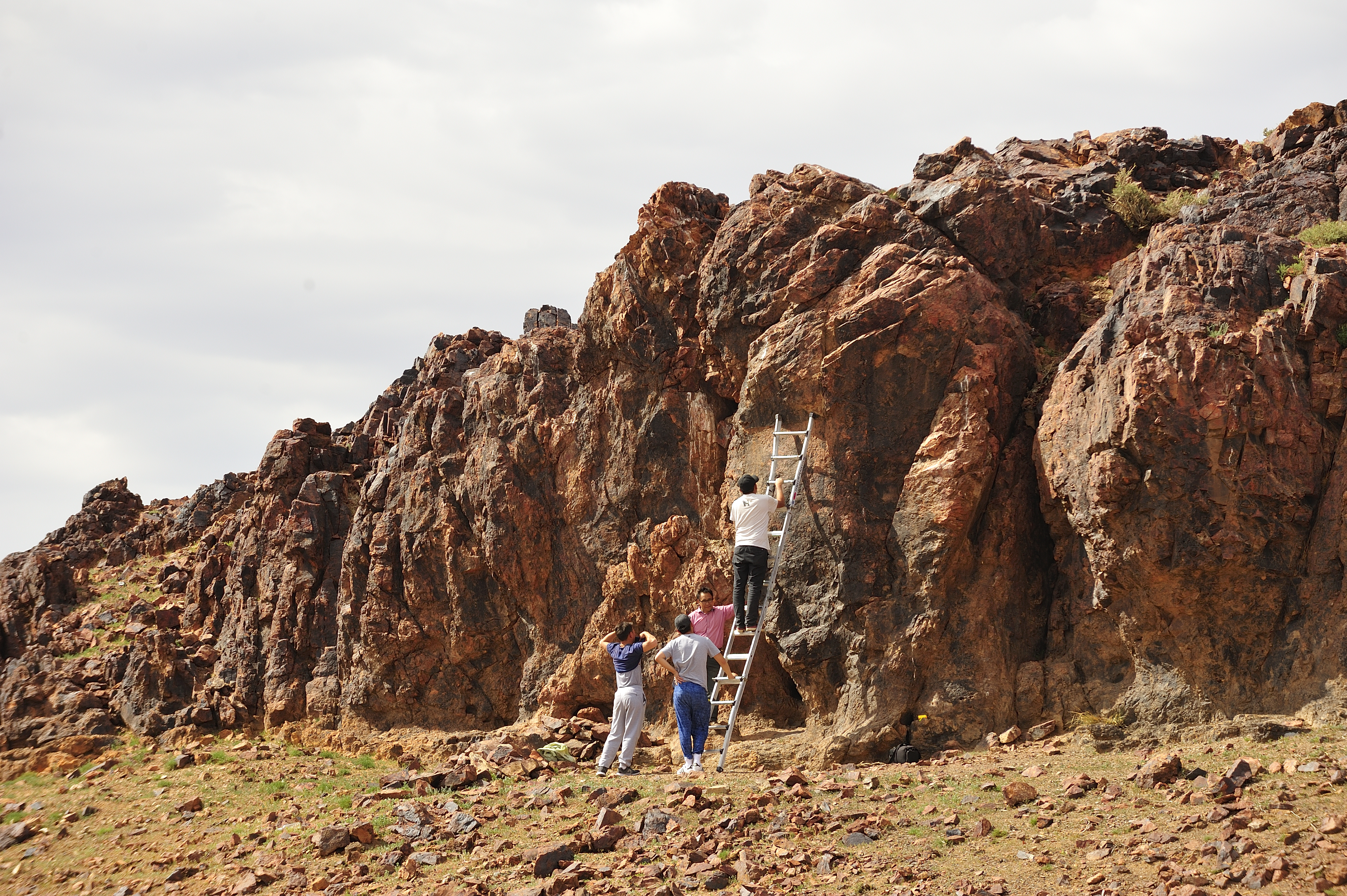
石刻遠觀

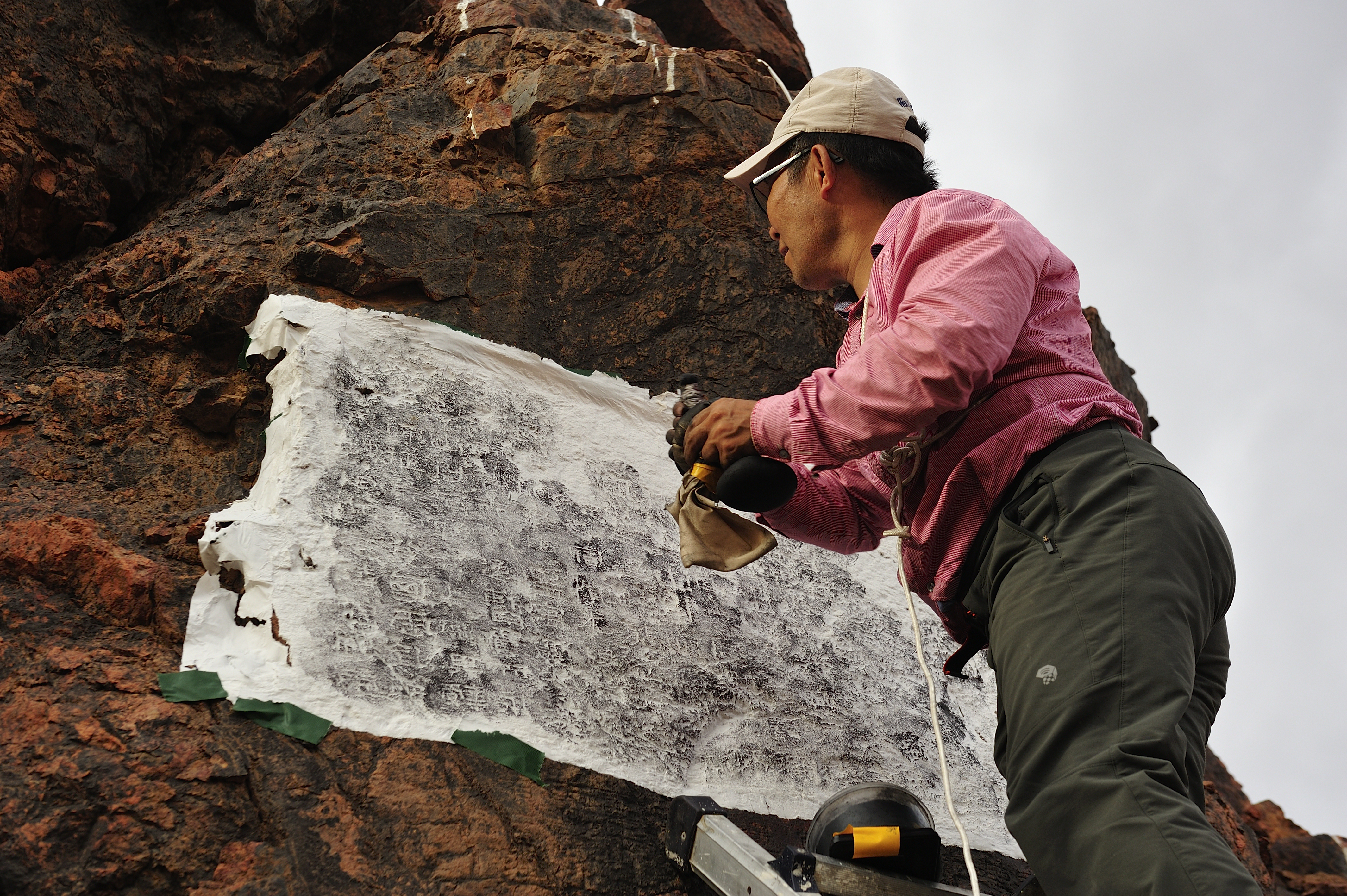
考古队员在题字旁

東漢永元元年（89年），竇憲在燕然山（今蒙古国杭爱山）大破北匈奴，命班固作《封燕然山銘》刻石記功，史稱燕然勒石。北匈奴在這次攻擊中大傷元氣，兩年之後更被竇憲連根拔起，北匈奴被避西遷，30年後末代單于逢侯被擊潰投降，北匈奴在中國的影響力從此消失。

## 历史简介
东汉章和二年（88年），北匈奴大乱，加以饥荒，降者前后相继。永元元年（89年），竇憲因遣客刺殺太后倖臣得罪，害怕被殺，請求出擊北匈奴以贖死。此時適逢南匈奴單于請兵北伐，六月，拜竇憲為車騎將軍，以執金吾耿秉為副，各領四千騎，合南匈奴、烏桓、羌胡兵三萬餘出征。竇憲遣精騎萬餘大破北匈奴於稽落山（今蒙古國額布根山），北單于逃走。竇憲、耿秉乘勝追擊，深入瀚海沙漠三千里（1500多公里），出雞鹿塞（內蒙古磴口縣西北七十公里哈隆格乃峡谷口），南單于走出滿夷谷（今内蒙古包头市北），度遼將軍鄧鴻出稠陽塞（今固陽），共约五万骑，三軍在涿邪山（今阿尔泰山东脉）會師，大敗北匈奴於稽洛山，至達和渠北醍海（屠申海，今蒙古国乌布苏诺尔湖），斩殺名王以下一萬三千多人，俘虜無數。得杂畜百余万头，裨小王率众降汉前后八十一部，共二十多万人。出塞三千余里，後登燕然山（今蒙古國杭愛山），命中護軍班固在燕然山刻石記功，班固作《封燕然山銘》，其辭曰：“鑠王師兮徵荒裔，剿兇虐兮截海外，夐其邈兮亙地界，封神丘兮建隆嵑，熙帝載兮振萬世”，然後班師。
燕然山大捷使窦宪洗脱罪名，更获封大将军。兩年後的永元三年（91年），窦宪再次精兵出击，遣右校尉耿夔、司馬任尚、趙博等人率軍出居延塞，在金微山包围了北匈奴单于，大破北匈奴单于主力，俘虏了北匈奴单于之母阏氏，斩杀名王（大部落王）以下五千多人。北单于逃走，不知去向。汉军出塞五千余里後班师，其距离之远創下了自汉朝出兵匈奴以来的紀錄。

## 文化影响
在中国古代诗词中，“燕然勒石”作为典故经常出现。例如唐朝李峤《饯薛大夫护边》中的“伫见燕然上，抽毫颂武功”，北宋范仲淹《渔家傲·秋思》中的“浊酒一杯家万里，燕然未勒归无计”等等。

## 考古发现
1990年代，蒙古国在杭爱山发现一处汉文摩崖石刻，但始终未能确认石刻。2017年7月27日至8月1日，中华人民共和国内蒙古大学蒙古学研究中心与蒙古国成吉思汗学院组成的联合考察队在蒙古国杭爱山实地踏察。联合考察队的中方成员由内蒙古大学蒙古学研究中心主任齐木德道尔吉教授、高建国博士组成，蒙方人员由成吉思汗学院校长拉布嘎苏荣博士、历史学家巴拉吉尼玛教授、国家电视台玛西巴图等人组成。经过辨识，初步确认此摩崖石刻即班固所书《封燕然山铭》。《封燕然山铭》作为中国中原文明所立边塞纪功碑的始祖，由此被重新发现。《封燕然山铭》以汉隶书写，刻在蒙古国中戈壁省德勒格尔杭爱县境内杭爱山一个支脉的向西南突出的岩石上，当地人称此山为Inil Hairhan（45°10′40″N 104°33′14″E / 45.17778°N 104.55389°E，海拔1488米），摩崖石刻宽1.3米、高约0.94米。联合考察队最终确认了该摩崖石刻20行约260余个汉字中的220余个汉字。
2019年夏，中蒙双方第二次考察，充分利用了现代科技手段对摩崖刻石进行拍照扫描，最终辨识二百四十四字。

## 铭文
|  | 永元元年秋七月，有漢元舅曰車騎將軍竇憲，寅亮聖皇，登翼王室，納于大麓，惟清緝熙。乃與執金吾耿秉，述職巡禦，治兵于朔方。鷹揚之校，螭虎之士，爰該六師，暨南單于，東胡烏桓，西戎氐羌，侯王君長之群，驍騎十萬。元戎輕武，長轂四分，雷輜蔽路，萬有三千餘乘。勒以八陣，蒞以威神，玄甲耀日，朱旗絳天。遂凌高闕，下雞鹿，經磧鹵，絕大漠，斬溫禺以釁鼓，血尸逐以染鍔。然後四校橫徂，星流彗掃，蕭條萬里，野無遺寇。 於是域滅區殫，反旆而旋，考傳驗圖，窮覽其山川。遂踰涿邪，跨安侯，乘燕然，躡冒頓之區落，焚老上之龍庭。將上以攄高文之宿憤，光祖宗之玄靈；下以安固後嗣，恢拓境宇，振大漢之天聲。茲可謂一勞而久逸。暫費而永寧也。乃遂封山刊石，昭銘盛德。其辭曰： 鑠王師兮征荒裔，勦凶虐兮截海外，敻其邈兮亙地界，封神丘兮建隆嵑，熙帝載兮振萬世。 |